# Sotigui Kouyaté
Pour les articles homonymes, voir Kouyaté.
Sotigui Kouyaté est un comédien, metteur en scène et footballeur malien et burkinabè, né le 19 juillet 1936 à Bamako et mort le 17 avril 2010 dans le 15e arrondissement de Paris.
Issu d’une ancienne lignée de griots mandingues, il a incarné la tradition orale de son peuple tout en devenant une figure majeure du théâtre et du cinéma africains, reconnus mondialement.
Kouyaté est considéré comme un des plus grands acteurs africains contemporains. Il est le père du réalisateur Dani Kouyaté, de l'acteur et scénographe Mahamoudou Kouyaté et du conteur Hassane Kassi Kouyaté et de l'acteur Mabô Kouyaté.

## Biographie
Sotigui Kouyaté naît dans une famille de griots mandingues, à Bamako, alors ville principale du Soudan français (devenu par la suite le Mali). Il enchaîne plusieurs métiers à ses débuts : il est tour à tour enseignant, menuisier et secrétaire à la Banque d'Afrique occidentale, avant de travailler à la radio. Il devient ensuite joueur professionnel de football jusqu'en 1966, étant même capitaine de l'équipe du Burkina Faso de football.
Il débute au théâtre en 1966 en acceptant de jouer dans une pièce pour son ami Boubacar Dicko, puis en créant sa compagnie. Il entame ensuite une carrière cinématographique à partir de 1972, dans F.V.V.A.: Femmes Voitures Villas Argent du Nigérien Moustapha Alassane. Il intéresse le cinéma français avec d'abord Le Courage des autres de Christian Richard en 1983 puis Black Mic Mac de Thomas Gilou en 1986.
Il se fait surtout connaître pour ses collaborations avec Peter Brook, notamment dans l'adaptation du Mahâbhârata sur scène en 1985, par la suite adapté à l'écran en 1988. Il devient alors un des comédiens fétiches de Peter Brook, qui le fait jouer dans de nombreuses pièces : La Tempête (1990), L'Homme qui (1993), Qui est là ? (1996), Hamlet (2000), Le Costume (2000), La Tragédie d'Hamlet (2003) et enfin Tierno Bokar (2004),.
Parallèlement, il poursuit sa carrière au cinéma avec des rôles dans IP5 - L'île aux pachydermes de Jean-Jacques Beineix, Golem, l'esprit de l'exil d'Amos Gitai, Le Maître des éléphants de Patrick Grandperret ou encore Sia, le rêve du python, réalisé par son propre fils, Dani Kouyaté. Il s'installe en France à partir de 1987, il vit dans la commune des Lilas de 1993 jusqu'à sa mort. Il y fonde l'association « La Voix du griot »,.
En 1997, il s’associe à Jean-Louis Sagot-Duvauroux, Alioune Ifra Ndiaye et Habib Dembélé pour fonder à Bamako une structure de promotion et de création littéraire et artistique, le Mandeka Théâtre. En 1998, il met en scène avec le Mandeka Théâtre une adaptation d'Antigone de Sophocle, dans laquelle il joue le rôle de Créon et obtient un grand succès en France.
Ses rôles dans les films La Genèse de Cheick Oumar Sissoko et Little Senegal de Rachid Bouchareb le font connaître au grand public. Dans le film de Bouchareb, il interprète l'un de ses rôles les plus marquants, Alloune, un vieux Sénégalais qui part aux États-Unis pour retrouver les descendants de ses ancêtres déportés comme esclaves. Ce rôle lui vaut plusieurs récompenses. En 2009, il remporte l'Ours d'argent du meilleur acteur au Festival de Berlin pour un autre film de Rachid Bouchareb, London River, dans lequel il joue le rôle d'un musulman qui recherche son fils après les attentats qui ont frappé Londres en 2005. Dans ses remerciements, il proclame : « Toute organisation qui permet aux peuples de se rencontrer fait du bien au monde d'aujourd'hui ».
Il meurt le 17 avril 2010 dans le 15e arrondissement de Paris des suites d'une maladie pulmonaire,. Il est inhumé à Ouagadougou,.

## Filmographie
Sauf indication contraire, les informations mentionnées dans cette section peuvent être confirmées par les bases de données cinématographiques IMDb et Allociné,  présentes dans la section « Liens externes ».
- 1972 : F.V.V.A.: Femmes Voitures Villas Argent de Mustapha Alassane
- 1973 : Toula ou le génie des eaux de Mustapha Alassane
- 1983 : Le Médecin de Gafiré de Mustapha Diop
- 1983 : Le Courage des autres de Christian Richard
- 1986 : Black Mic-Mac de Thomas Gilou
- 1986 : La Princesse Yennega de Claude Le Gallou et Blaise Patrix (narration par voix off)
- 1988 : Le Mahâbhârata de Peter Brook
- 1990 : Eden Miseria de Christine Laurent
- 1990 : Un thé au Sahara de Bernardo Bertolucci
- 1991 : IP5 - L'île aux pachydermes de Jean-Jacques Beineix
- 1992 : Golem, l'esprit de l'exil d'Amos Gitai
- 1994 : Tombés du ciel de Philippe Lioret
- 1995 : Le Maître des éléphants de Patrick Grandperret
- 1996 : Rainbow pour Rimbaud de Jean Teulé
- 1996 : La Plante humaine de Pierre Hébert Canada-France: National Film Board of Canada-Arcadia Films (Paris)
- 1997 : Keïta ! L'Héritage du griot de Dani Kouyaté
- 1999 : La Genèse de Cheick Oumar Sissoko
- 2001 : Little Senegal de Rachid Bouchareb
- 2002 : Sia, le rêve du python de Dani Kouyaté
- 2003 : Dirty Pretty Things de Stephen Frears
- 2004 : Genesis de Marie Perennou et Claude Nuridsany
- 2005 : Travaux, on sait quand ça commence... de Brigitte Roüan
- 2005 : L'Annulaire de Diane Bertrand
- 2007 : Faro, la reine des eaux de Salif Traoré
- 2008 : London River de Rachid Bouchareb

## Théâtre

### En tant qu'acteur
- 1985 : Mahâbhârata, mis en scène par Peter Brook (Festival d'Avignon)
- 1990 : La Tempête, mis en scène par Peter Brook
- 1993 : L'Homme qui, mis en scène par Peter Brook, d'après L'Homme qui prenait sa femme pour un chapeau d'Oliver Sacks
- 1996 : Qui est là ?, mis en scène par Peter Brook
- 1998 : Antigone, de Sophocle, avec le Mandéka Théâtre de Bamako, mis en scène par Sotigui Kouyaté
- 2000 : Hamlet, de William Shakespeare, mis en scène par Peter Brook
- 2000 : Le Costume de Can Themba, adapté par Mothobi Muloaste, mis en scène par Peter Brook
- 2003 : La Tragédie d'Hamlet, de William Shakespeare, traduit par Marie-Hélène Estienne et Jean-Claude Carrière, mis en scène par Peter Brook
- 2004 : Tierno Bokar, mis en scène par Peter Brook d'après Vie et l’Enseignement de Tierno Bokar, roman de Amadou Hampâté Bâ

### En tant que metteur en scène
- 1998 : Antigone, de Sophocle, avec le Mandéka Théâtre de Bamako
- 2003 : Le Pont, de Laurent Van Wetter, créé le 14 octobre 2003 au Théâtre de Nanterre-Amandiers, avec Habib Dembélé et Hassane Kouyaté.

## Distinctions
Sauf indication contraire, les informations mentionnées dans cette section peuvent être confirmées par la base de données cinématographiques IMDb,  présente dans la section « Liens externes ».
- Festival international du film francophone de Namur 2001 : Bayard d'or du meilleur comédien et Prix de l’ACCT du meilleure comédien du Sud pour Little Senegal
- Festival du film méditerranéen de Cologne 2001 : Prix du meilleur acteur pour Little Senegal
- Berlinale 2009 : Ours d'argent du meilleur acteur pour London River